# Chandler (Indiana)
Chandler es un pueblo ubicado en el condado de Warrick en el estado estadounidense de Indiana. En el Censo de 2010 tenía una población de 2887 habitantes y una densidad poblacional de 548,29 personas por km².

## Geografía
Chandler se encuentra ubicado en las coordenadas 38°2′19″N 87°22′28″O / 38.03861, -87.37444. Según la Oficina del Censo de los Estados Unidos, Chandler tiene una superficie total de 5.27 km², de la cual 5.27 km² corresponden a tierra firme y (0%) 0 km² es agua.

## Demografía
Según el censo de 2010, había 2887 personas residiendo en Chandler. La densidad de población era de 548,29 hab./km². De los 2887 habitantes, Chandler estaba compuesto por el 97.92% blancos, el 0.28% eran afroamericanos, el 0.14% eran amerindios, el 0.1% eran asiáticos, el 0% eran isleños del Pacífico, el 0.42% eran de otras razas y el 1.14% pertenecían a dos o más razas. Del total de la población el 1.32% eran hispanos o latinos de cualquier raza.